# Oligosarcus hepsetus
Oligosarcus hepsetus är en fiskart som först beskrevs av Cuvier 1829.  Oligosarcus hepsetus ingår i släktet Oligosarcus och familjen Characidae. Inga underarter finns listade i Catalogue of Life.